# Dr. Morgue
Dr. Morgue è un fumetto noir pubblicato in Italia da Edizioni Star Comics, creato dalle autrici Silvia Mericone e Rita Porretto. Si tratta di una miniserie composta di 6 numeri a cadenza bimestrale con inizio delle pubblicazioni ad aprile 2011 e terminate nel febbraio 2012. In aggiunta, nell'ottobre 2012 viene pubblicato un albo speciale di 144 pagine e a ottobre/novembre 2018 è stata pubblicata un'importante ristampa, che raccoglie in due volumi tutte le storie.

## Il protagonista
Yoric Malatesta, alias Dr. Morgue, è un coroner italo-canadese residente a Montréal. Ha la Sindrome di Asperger e un rapporto molto particolare con la morte, che gli deriva non solo dalla sua professione, ma anche da una spiccata genialità. La sua esistenza è stata bruscamente traumatizzata dalla morte della propria fidanzata Hanna, assassinata in circostanze misteriose molti anni prima, proprio nella provincia del Québec.
Dopo questa morte, che ha segnato indelebilmente la sua gioventù, decide di abbracciare gli studi della medicina-legale e coordinare le attività della Polizia monrealese nei casi più spinosi di omicidio. Forse nella speranza di scoprire la verità sul decesso della propria compagna.

## Trama
(Yoric Malatesta, Dr. Morgue)
La mini-serie è caratterizzata da una certa continuity, che vede contrapposti il Dr. Morgue, con le sue investigazioni criminali e un'oscura Società Segreta capeggiata dal Sindaco di Montreal, Orson L. Mason, che sembra raccogliere sotto la sua egida protettrice una nutrita schiera di assassini occasionali e serial killer.
Lo scopo di questa specie di "club del delitto perfetto" è quello di riuscire a governare il crimine, attraverso un sistema oculato di omicidi, che vengono permessi, rispettando l'istinto ad uccidere che dimora in ogni individuo. Tuttavia ogni assassino è chiamato a rispettare delle regole intrinseche e nel momento in cui le vìola, verrà messo sulla strada della cattura o dell'eliminazione fisica.
Tutti gli omicidi sui quali Yoric si trova ad investigare sembrano avere infatti un denominatore comune, nonostante la grande varietà di modus necandi e gli intrecci sempre particolarmente complessi.
Anche Yoric, con il suo passato, si ritroverà invischiato nel meccanismo di questo degenerato death-game, uscendone solo parzialmente vincitore. Infatti riuscirà a dimostrare la colpevolezza del Sindaco Mason, ma l'uomo sarà colto da infarto proprio durante l'arresto, impedendo così ogni ulteriore possibilità di indagine e senza porre davvero fine alla Società Segreta, perché come dice lo stesso Mason prima di morire "eliminando me, non eliminerà anche tutti gli altri. Non sono pazzo, Malatesta, non è così semplice. Lei è un uomo di scienza e può capire perfettamente il valore di un esperimento. Il nostro è un esperimento per dimostrare che il crimine si può controllare con il crimine stesso. E che l'uomo è capace di uccidere continuando a vivere con i suoi delitti. Io ce l'ho fatta. Ho sopportato tutto, senza dimenticare niente."

## Pubblicazioni

### Dr. Morgue
| Nr. | Titolo Albo                     | Data di pubblicazione | Testi                          | Disegni                       | Copertina                        |
| --- | ------------------------------- | --------------------- | ------------------------------ | ----------------------------- | -------------------------------- |
| 1   | La morte perfetta               | aprile 2011           | Silvia Mericone, Rita Porretto | Francesco Bonanno             | Marco Morandi, Maria Cancellieri |
| 2   | La morte dentro                 | giugno 2011           | Silvia Mericone, Rita Porretto | Daniele Statella e Marco Fara | Marco Morandi, Maria Cancellieri |
| 3   | La morte elettiva               | agosto 2011           | Silvia Mericone, Rita Porretto | Paola Camoriano               | Marco Morandi, Maria Cancellieri |
| 4   | L'invenzione della morte        | ottobre 2011          | Silvia Mericone, Rita Porretto | Beniamino DelVecchio          | Marco Morandi, Maria Cancellieri |
| 5   | Il tempo passa, la morte arriva | dicembre 2011         | Silvia Mericone, Rita Porretto | Daniele Statella e Marco Fara | Marco Morandi, Maria Cancellieri |
| 6   | La morte inattesa               | febbraio 2012         | Silvia Mericone, Rita Porretto | Francesco Bonanno             | Marco Morandi, Maria Cancellieri |

### Speciale Dr. Morgue
| Nr. | Titolo Albo        | Data di pubblicazione | Testi                          | Disegni                             | Copertina               |
| --- | ------------------ | --------------------- | ------------------------------ | ----------------------------------- | ----------------------- |
| 1   | L'ospite d'inverno | ottobre 2012          | Silvia Mericone, Rita Porretto | Francesco Bonanno e Paola Camoriano | Carmine Di Giandomenico |

## Citazioni
- Per il personaggio di Orson Leo Mason le autrici si sono ispirate alla controversa figura di Orson Welles, al quale hanno voluto rendere omaggio.
- La città immaginaria di Malabduvia raccontata graficamente nel numero 3, si ispira al film Il gabinetto del dottor Caligari (Das Cabinet des Dr. Caligari).

## Riconoscimenti e Premi
Vincitore nel 2012 del premio Nazionale ANAFI (Associazione Nazionale Amici del Fumetto e Illustratori) per le sceneggiature "con un personaggio dal fascino inconsueto come il Dottor Morgue, scritto in maniera inedita, con uno stile complesso e rispettoso delle basi scientifiche su cui si basano i problemi del loro eroe."